# 네와르어 위키백과

네와르어 위키백과는 네와르어로 된 위키백과로, 2012년 2월 기준으로 약 70,000개의 문서가 있다. 기호는 new이다.